# بيتر ماتيسن
بيتر ماتيسن (بالإنجليزية: Peter Matthiessen) (و. 1927 – 2014 م) هو روائي، وكاتب، وكاتب سيناريو، ومؤلف أمريكي، ولد في نيويورك، وكان عضوًا في الأكاديمية الأمريكية للفنون والآداب، والأكاديمية الأمريكية للفنون والعلوم، توفي في ساغابوناك، عن عمر يناهز 87 عاماً، بسبب ابيضاض الدم.

## التعليم
تعلم في جامعة ييل، ومدرسة هوتشكس ‏.

## جوائز وترشيحات
حصل على جوائز منها:
جوائز
- الجائزة الوطنية للكتاب عن فئة الخيال [الإنجليزية]‏ (2008)
- جائزة هلمريتش [الإنجليزية]‏ (1993)
- جائزة جيمس فينيمور كوبر [الإنجليزية]‏ (2001)
- ميدالية جون بوروز [الإنجليزية]‏ (1982)

ترشيحات
- جائزة نيوستاد الدولية للأدب (2002)
- الجائزة الوطنية للكتاب عن فئة الخيال [الإنجليزية]‏ (1966)

ترشح لـ:
- الجائزة الوطنية للكتاب عن فئة الخيال  [لغات أخرى]‏، عن عمل: Shadow Country [الإنجليزية]‏ (2008)
- جائزة نيوستاد الدولية للأدب (2002)
- الجائزة الوطنية للكتاب عن فئة الخيال  [لغات أخرى]‏، عن عمل: At Play in the Fields of the Lord (novel) [الإنجليزية]‏ (1966).

## وصلات خارجية
- بيتر ماتيسن على موقع IMDb (الإنجليزية)
- بيتر ماتيسن على موقع الموسوعة البريطانية (الإنجليزية)
- بيتر ماتيسن على موقع ألو سيني (الفرنسية)
- بيتر ماتيسن على موقع أول موفي (الإنجليزية)
- بيتر ماتيسن على موقع إن إن دي بي (الإنجليزية)
- بيتر ماتيسن على موقع قاعدة بيانات الفيلم (الإنجليزية)
- بيتر ماتيسن على موقع كينوبويسك (الروسية)